# Asarkina papuana
Asarkina papuana är en tvåvingeart som beskrevs av Mario Bezzi 1908. Asarkina papuana ingår i släktet Asarkina och familjen blomflugor. Inga underarter finns listade i Catalogue of Life.